# Vera Barroso
Vera de Souza Fontes Barroso, conhecida como Vera Barroso (Rio de Janeiro, 31 de janeiro de 1948), é uma atriz, jornalista e apresentadora brasileira.
Muito jovem, foi estudar na França. No inicio dos anos 1980, de volta ao Brasil, começou a trabalhar na TVE (canal 2 do Rio de Janeiro).
Em 1981, estreou como apresentadora no extinto telejornal “Jornal de Domingo”, juntamente com Mario Lucio.
Décadas depois, Vera Barroso continuou trabalhando na emissora, agora chamada TV Brasil, e ganhou destaque ao substituir a jornalista Leda Nagle  no tradicional programa de entrevistas Sem Censura.
Na TV Brasil, Vera também apresentou o programa “De Lá Pra Cá”, ao lado do também jornalista Ancelmo Gois, e o programa cultural “Cadernos de Cinema”, entre 2001 e 2007, que era especializado no Cinema Brasileiro.
Em 2019, o governo Bolsonaro retirou o Sem Censura do ar. A sociedade, mídia especializada e as redes sociais fizeram muita pressão pela volta do programa, que acabou ganhando uma sobrevida e reestreou no dia 10 de abril de 2019. 
Já em 2020, Vera Barroso e Bruno Barros são afastados do vespertino por uma nova gestão indicada pelo governo Bolsonaro. Sob a direção de Alan Rapp,  o formato do Sem Censura mudou completamente. Ele passou a ser apresentado e transmitido de Brasília e de São Paulo, nas noites de segunda-feira, tendo como âncora a jornalista Marina Machado, que antes era contratada do Grupo Bandeirantes.  
No final de 2022, após portaria (Portaria-presidente nº 608 / e-DOC C612BF13 de 06/12/2022) publicada pela Empresa Brasil de Comunicação, Vera Barroso foi desligada da TV Brasil e devolvida para o órgão de origem (Ministério da Economia).  